# Aspalathus pulicifolia
Aspalathus pulicifolia är en ärtväxtart som beskrevs av Rolf Martin Theodor Dahlgren. Aspalathus pulicifolia ingår i släktet Aspalathus och familjen ärtväxter. Inga underarter finns listade i Catalogue of Life.